# Micropterus treculii
Cá vược Guadalupe (Danh pháp khoa học: Micropterus treculii) là một loài cá vược nước ngọt trong họ cá Thái dương Centrarchidae thuộc bộ cá vược Perciformes. Chúng là một loài cá quý hiếm, là loài đặc hữu ở Hoa Kỳ (bang Texas). Nó bị hạn chế về phạm vi phân bố đối với các dòng sông (bao gồm sông Guadalupe) vì vậy có tên gọi là cá vược Guadalupe. Chúng được liệt kê là loài bị đe dọa. Cá Guadalupe thường khó phân biệt với cá vược miệng nhỏ hoặc cá vược đốm, và loài cá này được biết đến như một loài lai.

## Phân bố
Loài cá này chỉ được tìm thấy ở cao nguyên Edward ở trung tâm Texas. Môi trường sống chính của nó là ở các dòng sông như sông San Marcos, sông Colorado, sông Llano và sông Guadalupe. Chúng cũng có thể được tìm thấy ở các dòng suối chảy như: Barton Creek, Onion Creek, sông San Gabriel và sông Comal.
Các loài cũng đã được những trang trại nuôi và thả vào sông Llano. Thông thường, cá vược Guadalupe được tìm thấy trong các dòng suối và hồ chứa. Chúng vắng mặt ở các vùng nước thượng lưu. Những con cá đực Guadalupe thích dòng chảy của dòng suối trong phạm vi giống bản địa bao gồm như đá lớn, cây bách hoặc gốc cây để trú ẩn.

## Đặc điểm
Cá vược Guadalupe, giống như hầu hết các loài cá vược đen, đều có màu xanh ô liu, chúng có một đường bên bao phủ hầu hết các điểm kim cương hình tròn hoặc hình tròn riêng, với độ tuổi mờ dần từ màu đen sang ô liu. Ngoài ra còn có nhiều dấu vết kim cương nhỏ lẻ nằm rải rác ở mặt sau, ít phân biệt hơn những viên kim cương trên đường bên, màu xanh lá cây có xu hướng kéo dài trên cơ thể qua đường bên hơn so với những loài anh em của nó.
Cá vược Guadalupe hầu như không có kẻ săn mồi, cá vược Guadalupe nằm ở đỉnh chuỗi thức ăn. Trong thực tế mối đe dọa chính của nó không phải là các loài ăn thịt, nhưng việc lai tạp với loài cá vược miệng rộng được du nhập đang là vấn đề. Hai loài này có quan hệ gần gũi và ở một số con sông gần như một nửa các loài cá Guadalupe là giống lai. Những con cá con và cá rất già, không giống như cá vược khác, có khuynh hướng thích ăn các loại côn trùng.